# Ochromyscus
Ochromyscus – rodzaj ssaków z podrodziny myszy (Murinae) w obrębie rodziny myszowatych (Muridae).

## Rozmieszczenie geograficzne
Rodzaj obejmuje gatunki występujące w Afryce Wschodniej i w zachodniej części Półwyspu Arabskiego.

## Morfologia
Długość ciała (bez ogona) 78–125 mm, długość ogona 115–180 mm, długość ucha 14–26 mm, długość tylnej stopy 18–28 mm; masa ciała 22–39 g.

## Systematyka
Rodzaj zdefiniował w 2021 roku francusko-czeski zespół zoologów (Francuzka Violaine Nicolas oraz Czesi Ondřej Mikula i Josef Bryja) w artykule zatytułowanym Filogenomika afrykańskiej radiacji gryzoni z plemienia Praomyini (Muridae: Murinae): pierwsza w pełni rozwiązana filogeneza, historia ewolucji i delimitacja istniejących rodzajów, opublikowanym w czasopiśmie „Molecular Phylogenetics and Evolution”. Gatunkiem typowym jest (oryginalne oznaczenie) myszkówka sawannowa (O. brockmani). 

### Etymologia
Ochromyscus: gr. ωχρος ōkhros ‘jasnożółty’; μυσκος myskos ‘myszka’, od zdrobnienia μυς mus, μυoς muos ‘mysz’.

### Podział systematyczny
Nowo (2021 rok) utworzony rodzaj z gatunkami wydzielonymi z Myomyscus. Do rodzaju należą następujące gatunki:
| Grafika | Gatunek                  | Autor i rok opisu            | Nazwa zwyczajowa    | Podgatunki         | Rozmieszczenie geograficzne | Podstawowe wymiary                              | Status IUCN |
| ------- | ------------------------ | ---------------------------- | ------------------- | ------------------ | --- | ----------------------------------------------- | ----------- |
|         | Ochromyscus yemeni       | (Sanborn & Hoogstraal, 1953) | myszkówka jemeńska  | gatunek monotypowy | wąski obszar w południowo-zachodniej Arabii Saudyjskiej i północno-zachodnim Jemenie                                                                                                   | DC: 7,8–12 cm DO: 15,1–18 cm MC: brak danych    | DD          |
|         | Ochromyscus brockmani    | (O. Thomas, 1908)            | myszkówka sawannowa | gatunek monotypowy | Etiopia i północno-zachodnia Somalia | DC: 9,3–12,5 cm DO: 11,5–17,5 cm MC: 22–39 g    | LC          |
|         | Ochromyscus niveiventris | (Osgood, 1910)               |                     | gatunek monotypowy | Etiopia, południowy Sudan Południowy, północna Uganda, Kenia i północna Tanzania; izolowane populacje południowo-zachodnim Sudanie i północno-środkowej Republice Środkowoafrykańskiej | DC: brak danych DO: brak danych MC: brak danych | NE          |

Kategorie IUCN:  LC  – gatunek najmniejszej troski,  DD  – gatunki o nieokreślonym stopniu zagrożenia;  NE  – gatunki niepoddane jeszcze ocenie.